# Acacia anaticeps
Acacia anaticeps é uma espécie de leguminosa do gênero Acacia, pertencente à família Fabaceae.